# نظرات (مهرجان سينمائي)
مهرجان نظرات الدولي لأفلام المثليين دبلن (بالإنجليزية: GAZE International LGBT Film Festival Dublin) (المعروف بنظرات (بالإنجليزية: GAZE) والمعروف سابقا باسم مهرجان دبلن لأفلام المثليين والمثليات (بالإنجليزية: Dublin Lesbian and Gay Film Festival)) هو مهرجان أفلام سنوي يقام في دبلن، جمهورية أيرلندا في نهاية كل عطلة أسبوع البنوك في أواخر يوليو وأوائل أغسطس. منذ عام 1992، أصبح أكبر حدث لأفلام المثليين في أيرلندا، وأكبر تجمع للمثليين خارج فخر دبلن.
يحضر الناس من جميع أنحاء العالم. في عام 2017، احتفل مهرجان نظرات السينمائي بمرور 25 عامًا على مشاركة الأفلام والأفلام الوثائقية والأفلام القصيرة حول مجتمع المثليين. حضر حوالي 12,000 شخص حدث مهرجان 2017.

## المهرجان
يبحث منظمو نظرات عن سينما المثليين التعليمية والترفيهية، والتي ربما لم تتح لأعضاء مجتمع المثليين في دبلن فرصة مشاهدتها في مكان آخر.
يشتمل البرنامج أيضًا على أفلام لفنانين مثليين لا تحتوي على مواضيع مثلية، وأفلام مستوحاة من فنانين مثليين.

## التاريخ
بدأ المهرجان حياته كمهرجان أفلام المثليين والمثليات (بالإنجليزية: Lesbian and Gay Film Festival) في عام 1992، أسسه إيفون أوريلي وكيفن سيكستون، وعُقد في المركز الأيرلندي السينمائي.
حضر أكثر من 3,500 شخص في عام 2006، وهو آخر عام قبل إعادة تسميته باسم «نظرات» (بالإنجليزية: GAZE).
تم تغيير اسم مهرجان دبلن لأفلام المثليين والمثليات (بالإنجليزية: Dublin Lesbian and Gay Film Festival) إلى نظرات (بالإنجليزية: GAZE) عام 2007. حضر أكثر من 4,000 شخص مهرجان 2007، وهي النسخة الخامسة عشرة للمهرجان.
في عام 2007، حصل المهرجان على مخرج جديد في ميشيل ديفلين، مبرمجة مهرجان بلفاست السينمائي. كان عرض نسخة محدثة من صورة دوريان غراي لأوسكار وايلد، مع تصوير القصة في نيويورك في الثمانينيات، واحدا من أبرز البرامج.
استمر حدث عام 2008، النسخة السادسة عشر، في الفترة من 31 يوليو حتى 4 أغسطس، وشمل عروضًا في مشروع مركز الفنون دبلن و«ويندنغ ستار»، إلى جانب مقره المعتاد، معهد الأفلام الأيرلندي.
أقيم مهرجان نظرات 2009، في نسخته السابعة عشر، أقيم على مدار خمسة أيام في سينما لايت هاوس في سميثفيلد من 30 يوليو وحتى 3 أغسطس. تلقت طبعة جديدة من الفيلم الوثائقي الكلاسيكي حدائق رمادية لإتش بي أو، من بطولة درو باريمور وجيسيكا لانج، العرض الأوروبي عندما افتتح الفيلم المهرجان في 30 يوليو تموز. تم عرض أكثر من 67 فيلما، بما في ذلك العرض الأول، والأفلام الوثائقية القصيرة في هذا الحدث.
تم الإعلان عن برنامج الأفلام لمهرجان نظرات في دورته الثالثة والعشرين في 25 يوليو 2015، مع إقامة العروض من 30 يوليو إلى 3 أغسطس في سينما لايت هاوس.
أقيم برنامج الأفلام لمهرجان نظرات في دورته الخامس والعشرون في سينما لايت هاوس في الفترة من 3 أغسطس إلى 7 أغسطس 2017. بدأ المهرجان بعرض عالمي أولي للفيلم الوثائقي ال34: قصة المساواة في الزواج في أيرلندا، يحكي قصة امتدت لربع قرن من أجل للنضال - ولتحقيق - تغيير في علاقة المجتمع الأيرلندي بأعضائه من المثليين والمثليات ومزدوجي التوجه الجنسي والمتحولين جنسياً والتي شارك فيها مجتمع المثليين، بما في ذلك مهرجان نظرات - الذي توج باستفتاء الزواج الأيرلندي 2015.